# Pavel Horák (politik)
Pavel Horák (25. července 1964 Olomouc – 17. června 2023) byl český politik, člen KDU-ČSL. 30. května 2009 byl na sjezdu strany ve Vsetíně zvolen jedním ze čtyř jejích místopředsedů.
Od dubna 2004 do dubna 2009 byl členem Rady České tiskové kanceláře.